# Échenilleur à gros bec
Coracina caeruleogrisea
Espèce
Statut de conservation UICN

 LC  : Préoccupation mineure
L'Échenilleur à gros bec (Coracina caeruleogrisea) est une espèce de passereaux de la famille des Campephagidae.

## Répartition
Cet oiseau vit aux îles Aru et en Nouvelle-Guinée.

## Habitat
Il habite les forêts humides tropicales et subtropicales en plaine et les montagnes humides tropicales et subtropicales.

## Liste des sous-espèces
Selon Alan P. Peterson, cet oiseau est représenté par trois sous-espèces :
- Coracina caeruleogrisea adamsoni Mayr & Rand 1936
- Coracina caeruleogrisea caeruleogrisea (Gray,GR) 1858 PZS
- Coracina caeruleogrisea strenua (Schlegel) 1871